# Waerland-Kost
Die Waerland-Kost ist eine vegetarische Ernährungsform, die von dem schwedischen Ernährungsreformer Are Waerland Anfang des 20. Jahrhunderts entwickelt wurde. Er stand den Ideen der Lebensreform nahe. Die Basis dieser Kost besteht aus Rohkost und einem von Waerland erdachten Getreidebrei namens Kruska. Diese Ernährung soll die Gesundheit und vor allem das Immunsystem fördern, aber auch Krankheiten heilen können. Waerland befasste sich viele Jahre lang mit den Themen Ernährung und Verdauung und entwickelte dazu eigene Theorien, die er auch veröffentlichte.

## Are Waerland
Are Waerland wurde 1876 in Ekenäs im damaligen Großfürstentum Finnland als Paul Fager geboren. Als Kind litt Waerland unter diversen Krankheitssymptomen wie Kopfschmerzen, schlechtem Gedächtnis, chronischen Magenproblemen und Verstopfung. Ein Studium der Philosophie brach er wegen seines schlechten Gesundheitszustands ab und übernahm die Leitung einer Volkshochschule. Im Jahr 1912 wurde er schwedischer Staatsbürger und nahm den Namen Are Waerland an. Einige Zeit später verließ er Schweden und ging nach London, um dort Medizinstudien zu betreiben und nicht zuletzt, um eine Therapie für seine Beschwerden zu finden. Er empfand Methoden der Abhärtung wie kalt duschen und bei offenem Fenster schlafen als hilfreich. Ihn inspirierte die Lektüre eines Buches von Alexander Haig. Nach dem Vorbild Haigs und auf Grund von Berichten über die angeblich natürliche und gesunde Ernährungsweise des Volks der Hunza stellte Waerland seine Ernährung um und wurde Vegetarier. Seine Symptome verschwanden in London innerhalb von drei Jahren, was er vor allem auf die Rohkost zurückführte. Nach seinem Aufenthalt in Westdeutschland und Herausgabe deutschsprachiger Schriften verbrachte er seine letzten Lebensjahre an der italienischen Riviera.

## Theoretische Grundlagen
Waerland stellte in der Folge die Theorie auf, dass die meisten Krankheiten eine Folge „nicht artgemäßer Lebensgewohnheiten“ und vor allem falscher Ernährung seien. Der Mensch sei kein Allesfresser und nicht an die moderne „Zivilisationskost“ angepasst, die deshalb schwer verdaulich sei. Vor allem der Verzehr von Fleisch, Fisch und Eiern führe zur Übersäuerung des Körpers und zur Besiedelung des Dickdarms mit Fäulnisbakterien, die für viele Krankheiten verantwortlich seien. Die Übersäuerung führe zur Entstehung von Krebs. Waerland sah die Ernährung und auch die Verdauung von Menschenaffen als Vorbild an; sie ernähren sich hauptsächlich von pflanzlicher Frischkost und koten mehrmals täglich breiförmig. Eine solche Verdauungstätigkeit würden die meisten Mediziner beim Menschen als Durchfall bezeichnen, aber Waerland hielt sie für optimal.
Waerland nahm an, dass es zwei Milieus der Darmflora gibt: das Fäulnismilieu und das Gärungsmilieu. Nach seiner Theorie faulen Fisch, Fleisch und Eier im Darm; die entstehenden Fäulnisgifte lähmen angeblich die Peristaltik, so dass alle Menschen in zivilisierten Gesellschaften unter Dauerverstopfung litten. Bei Raubtieren trete dieser Effekt deshalb nicht auf, weil ihr Darm viel kürzer sei, so dass der Inhalt den Darm vor Eintritt der Fäulnis schon wieder verlasse.
Das Gärungsmilieu sei dagegen der Gesundheit zuträglich; es werde durch gesäuerte Milchprodukte wie Buttermilch und Kefir gefördert, aber auch durch Sauerkraut und Brottrunk. In diesem milchsauren Milieu funktioniere die Verdauung optimal.
1933 veröffentlichte er sein erstes Buch mit dem Titel In the cauldron of disease, das auf Deutsch 1950 unter dem Titel Befreiung aus dem Hexenkessel der Krankheiten veröffentlicht wurde. Sein zweites Hauptwerk war Weg zu einer neuen Menschheit, in dem er über die angeblich sensationellen Heilerfolge berichtet, die der Mediziner Arthbutnot Lane durch die chirurgische Entfernung des Dickdarms erziele. Per Inserat suchte Waerland danach Personen, die seine Ernährungslehre und seine Empfehlungen zur Lebensführung erproben sollten und es meldeten sich über tausend Freiwillige. Um 1950 soll er allein in Schweden rund eine halbe Million Anhänger gehabt haben.
Are Waerland glaubte, dass der Mensch bei richtiger Lebensführung und Ernährung 120 Jahre alt werden könne. Er selbst starb mit 79 Jahren.

## Die Ernährungslehre
Die Ernährung nach Waerland besteht vor allem aus Rohkost, Pellkartoffeln und dem Getreidebrei Kruska. Die Rohkost soll über eine Stunde lang gründlich gekaut werden. Tierisches Eiweiß aus Fleisch, Fisch und Eiern wird als ungesund abgelehnt. Milchprodukte sind jedoch zulässig. Scharfe Gewürze, Zucker und Salz sind zu meiden. Genussmittel sind verboten. Täglich sollen etwa drei Liter Flüssigkeit getrunken werden. Waerland war der Meinung, dass der Körper Ausscheidungs- und Aufnahmephasen habe, so dass die günstigste Zeit zur Nahrungsaufnahme zwischen 12 und 20 Uhr sei.
Morgens soll eine Flüssigkeit auf Basis von Gemüsebrühe oder Kartoffelwasser getrunken werden, die am Abend vorher mit Leinsamen und Kleie angesetzt wurde. Das Frühstück sollte nur aus Obst und Dickmilch bestehen. Das Mittagessen besteht aus Rohkost, Pellkartoffeln und Kräuterquark. In seinem Buch Das Waerland System der Gesundheit in der dritten Auflage schreibt Are Waerland auf Seite 141 unter der Überschrift Die vegetabilische Hauptmahlzeit: „Besteht das Mittagessen (Lunch) aus einer Kruskamahlzeit (das bequemste für diejenigen, die wenig Zeit haben und durch Ihre Arbeit gezwungen sind, diese Mahlzeit im Restaurant oder an Ihrem Arbeitsplatz einzunehmen), so muss die nächste Mahlzeit selbstverständlich eine basenreiche Rohgemüsemahlzeit sein. Diese Einhaltung der Mahlzeiten ist umso wichtiger, als die Kruskamahlzeit sehr wohl im Laufe einer halben Stunde eingenommen werden kann, während die Hauptmahlzeit ohne weiteres eine halbe Stunde verlangt, wenn sie nach allen Regeln der Kunst durchgeführt und wirklich von Nutzen sein soll. Es ist nicht möglich, diese Mahlzeit so ‚herunterzuschlingen‘, wie man das bei der gewöhnlichen Fleisch-Fisch-Eier-Kost gewohnt ist.“ Abends gibt es dann Kruska, einen Vollkornbrei mit Weizenkleie und Rosinen, der mit Milch oder Kompott gegessen wird. Auch Vollkornbrot mit Butter und Käse ist zulässig. Nach Waerland sind auch bestimmte Regeln der Lebensmittelzusammenstellung zu beachten, zum Beispiel kein rohes Obst zu Salat.

## Die Waerland-Therapie
Waerlands Ehefrau Ebba litt wie er selbst bereits als Kind unter zahlreichen Krankheiten; die ersten 40 Jahre ihres Lebens verbrachte sie vor allem in Krankenhäusern und Sanatorien. Um 1940 las sie ein Buch Waerlands, befolgte konsequent seine Empfehlungen und wurde allmählich gesund. Ende 1944 lernte sie den Autor persönlich kennen, 1946 folgte die Heirat. 1950 eröffneten sie das erste Waerland-Sanatorium in Schweden. Nach Waerlands Tod entwickelte Ebba seine Lehren weiter und bezeichnete das Gesundheitssystem als Therapie. Sie veröffentlichte das Buch Die Waerland-Therapie und ihre Erfolge. Heilung verspricht sie angeblich bei allen möglichen Krankheiten von Rheuma über Asthma und Diabetes mellitus bis zu Herzleiden und Krebs.

## Ernährungswissenschaftliche Bewertung
Die Waerland-Kost ist relativ eintönig, wird aber bei sorgfältiger Lebensmittelauswahl als akzeptabel für gesunde Erwachsene eingeschätzt – geeignet auch als Dauerkost. Die Zufuhr von Eisen, Iod und Calcium ist möglicherweise unzureichend; für Schwangere, Stillende und Kinder ist die Kostform daher ungeeignet.
Einige Theorien Waerlands sind wissenschaftlich nicht haltbar: Fleisch, Fisch und Eier sind nicht grundsätzlich gesundheitsschädlich; die These der „Übersäuerung“ des Körpers beim Verzehr tierischer Lebensmittel ist wissenschaftlich unbelegt. Tierische Lebensmittel werden wie andere Nahrungsmittel im Darm zersetzt und führen auch nicht zu einer Lähmung der Peristaltik. Eine mehrmalige tägliche Stuhlentlehrung ist aus gesundheitlichen Gründen nicht nötig, nicht einmal die tägliche, sofern keine Beschwerden bestehen. Die tägliche Einnahme von Leinsamen und Kleie mit genügend Flüssigkeit regt die Darmtätigkeit auch an, wenn keine sonstigen Ernährungsempfehlungen nach Waerland befolgt werden. Rohkost ist de facto schwerer verdaulich als gekochte Kost und muss länger verdaut werden.
Waerlands These, Krankheiten seien allein durch naturnahe Lebensführung zu verhüten oder zu heilen, ist nicht zutreffend. Gerade bei Verstopfung und anderen Verdauungsproblemen können auch psychosomatische Faktoren eine Rolle spielen.